# Michael Bisio

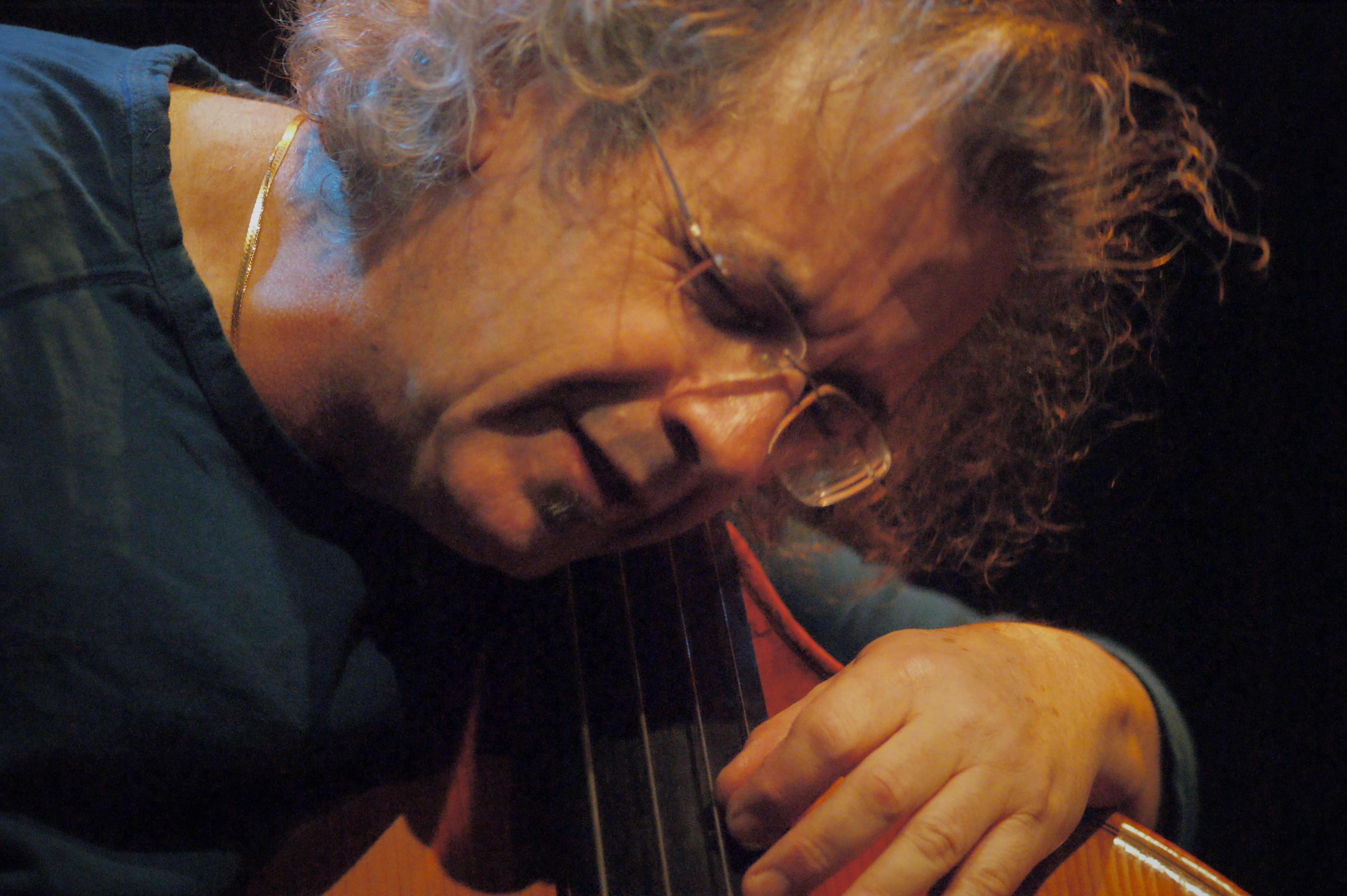
Michael Bisio (2011)

Michael Bisio (* 4. März 1955 in Troy (New York)) ist ein US-amerikanischer Bassist und Komponist des Free Jazz und der neuen Improvisationsmusik.

## Leben und Wirken
Bisio begann seine Ausbildung zunächst als Violinist bei David Cobb, Professor für Bass an der State University of New York Albany (SUNYA), und gewann Stipendien beim Congress of Strings und dem Chautauqua Institute of Fine Arts. 1979 erwarb er einen Bachelor-Abschluss in Musik an der University of Washington, wo er bei James Harnett studiert hatte. An der University of Washington spielte Bisio Jazz wie auch klassische und Neue Musik mit der Contemporary Group, die er zusammen mit dem Klarinettisten William O. Smith und dem Posaunisten Stuart Dempster leitete.
In den 1980er Jahren arbeitete Bisio außerdem mit Bob Nell, Barbara Donald, Jack Walrath und Bert Wilson. Mit der Trompeterin Barbara Donald spielte er insgesamt sechs Jahre zusammen und wirkte an deren Comeback-Album The Past and Tomorrow (auf Cadence Jazz Records, 1983) mit. In dieser Zeit gründete Bisio in Seattle ein eigenes Quintett mit Bob Nell, dem Saxophonisten Rick Mandyck, Schlagzeuger John Bishop, Trompeter Ron Soderstrom und dem Violinisten/Pianisten Beth Chandler. 1983 entstand das Debütalbum Ours (CT Records).
Bisio erhielt dann die Möglichkeit als Artist in Residence der Washington State Arts Commission zu arbeiten und begründete eine Konzertreihe in Seattle, die Non-Profit-Organisation Earshot Jazz. Im Jahr 1986 arbeitete Bisio mit einem pianolosen Quartett mit Soderstrom, Mandyck und dem Schlagzeuger Teo Sutton. 1987 entstand Bisios zweites Album unter eigenem Namen In Seattle beim schwedischen Silkheart-Label. Kurz nach Erscheinen des In Seattle Album löste Bisio das Quartett auf und der Bassist arbeitete vorwiegend im Bereich der klassischen Musik, außerdem mit dem Ex-Basie-Bassisten Buddy Catlett und mit dem Keyboarder Wayne Horvitz, der damals nach Seattle gezogen war, sowie mit dem New York Composer's Orchestra West, an dem auch Horwitz mitwirkte. 1990 wirkte Bisio beim International Creative Music Orchestra im Rahmen des Seattle's Earshot Jazz Festival mit, u. a. mit Horvitz, Andrew Cyrille und Larry Ochs.
1993 begleitete er Charles Gayle bei einer Tournee. Im folgenden Jahr trat er mit Bern Nix und Jim Nolet beim Earshot World Jazz Festival auf; außerdem arbeitete er in einer Formation mit Musikern aus dem Nordwesten der USA, wie dem Pianisten Bob Nell, dem Violinisten Eyvind Kang, dem Trompeter Rob Blakeslee und dem Schlagzeuger Ed Pias; außerdem spielte er mit dem Schlagzeuger Phil Haynes und begleitete Marilyn Crispell, John Tchicai, Glenna Powrie sowie Charles Gayle.
1997 spielte er im Duo mit Eyvind Kang. Im Sommer dieses Jahres ging er Joe McPhee auf Tournee. und nahm mit ihm ein Duoalbum für CIMP auf, Finger Wigglers. Für das Konzert in Seattle erhielt die Formation den Golden Ear Award in der Kategorie Konzert des Jahres; 1998 entstand ein weiteres Duoalbum von Bisio und McPhee, Zebulon. 1999 nahm Bisio in New York weitere zwei Alben für das CIMP Label auf, an denen Joe McPhee, Dominic Duval und Joe Giardullo mitwirkten, In the Spirit und No Greater Love. Im August 1999 trat Michael Bisio in der Knitting Factory mit Joe McPhees Formation Urban Assault Vehicle auf. Anschließend spielte er in Dierdre Murrays kammermusikalischer Jazzoper Running Man.
Im Jahr 2000 arbeitete er erneut mit Eyvind Kang zusammen in Seattle; es entstand das Album MBEK. Anschließend ging er mit Joe McPhee und dem World Bass Quartet auf eine Frankreich-Tournee. Mit dem deutschen Saxophonisten Frank Gratkowski trat er bei Creative Music Guild in Portland auf. Bisio arbeitete in den 2000er Jahren in Projekten mit Stephen Gaucci, Avram Fefer, Jay Rosen und Tomas Ulrich sowie aktuell in Solo-, Duo-, Trio- und Quartett-Formationen.
Im Laufe seiner Karriere arbeitete Bisio außerdem mit Andrew Hill, Sonny Simmons, John Tchicai, Vinny Golia und Karl Berger. Bisio sieht nach eigenen Angaben seine Vorbilder in Charlie Haden und Charles Mingus.

## Diskographische Hinweise
- In Seattle (Silkheart, 1986)
- In the Spirit (CIMP, 1999) mit Joe McPhee
- No Greater Love (2000) dto.
- Pulling Strings (CIMP) mit Tomas Ulrich
- Undolations (OmniTone)
- Connections (CIMP, 2005) mit Avram Fefer, Stephen Gauci, Jay Rosen
- Circle This (CIMP, 2007)
- Collar City Creatology (2008) mit Bisio, George Muscatello - Dean Sharp
- David Arner Trio: Out/In the Open (Not Two Records, 2009), mit Jay Rosen
- Michael Bisio, Kirk Knuffke & Fred Lonberg-Holm: Requiem for a New York Slice (2019)
- Tani Tabbal Trio: Now Then (2020)
- Michael Bisio, Kirk Knuffke und Fred Lonberg-Holm: The Art Spirit (2021)
- Michael Bisio & Matthew Shipp: The Flow of Everything (2022)
- MBefore (TAO Forms, 2022)
- Matthew Shipp:  World Construct (ESP-Disk, 2022)
- Kirk Knuffke, Matthew Shipp, Michael Bisio: Gravity without Airs (TAO Forms, 2022)
- Kirk Knuffke & Michael Bisio: For You I Don’t Want to Go (2022)
- Michael Bisio/Timothy Hill: Inside Voice / Outside Voice (2023)
- Rich Halley, Matthew Shipp, Michael Bisio, Newman Taylor Baker: Fire Within (2023)
- Matthew Shipp: New Concepts in Jazz Piano Trio (ESP-Disk, 2024)
- Ivo Perelman, Iva Bittová & Michael Bisio: Vox Populi Vox Dei (Mahakala Music, 2024)
- Numbq (2025)
- Eunhye Jeong-Michael Bisio Duo: Morning Bells Whistle Bright(ESP-Disk, 2025) mit Joe McPhee und Jay Rosen